# Juwann James
Juwann Maurice James (Waycross, 10 febbraio 1987) è un cestista statunitense.

## Palmarès
- Campionato svizzero: 2

Lions de Genève: 2012-13
- Coppa di Svizzera: 2

Lions de Genève: 2014, 2025
- Coppa di Lega svizzera: 4

Lions de Genève: 2012. 2015
Fribourg Olympic: 2020
Massagno: 2023